# Johannes Meyer (Germanist)
Johannes Meyer (* 11. Dezember 1835 in Rüdlingen; † 8. Dezember 1911 in Frauenfeld) war ein Schweizer Germanist, Gymnasiallehrer, Archivar und Historiker. 

## Leben und berufliches Wirken
Vater Konrad Meyer war Dorfschullehrer in Rüdlingen. Da sein Gehalt nicht ausreichte, betrieb er nebenher eine Landwirtschaft und eine Küferei; die Überarbeitung soll seinen frühen Tod 1839 verschuldet haben. Sein Sohn Jakob Meyer durchlief zu dieser Zeit eine solide Ausbildung zum Dorfschullehrer, u. a. bei Bernhard Gottlieb Denzel am württembergischen Schullehrerseminar in Esslingen, die er nun abbrach, um die Stelle des Vaters einzunehmen. Besondere Sorgfalt widmete er der Erziehung seines jüngsten Bruders Johannes, der ihm zeitlebens dafür dankbar war. Von 1850 an besuchte Johannes Meyer, gestützt auf ein Stipendium, das Gymnasium der Stadt Schaffhausen, an dem zu dieser Zeit einige bedeutendere Lehrer tätig waren, wie der Germanist Maximilian Wilhelm Götzinger oder der Mathematiker Jakob Amsler-Laffon. 1856 schloss Meyer die Schule ab und nahm an der Universität Basel ein Germanistikstudium auf mit dem Ziel, rasch eine Stelle als Gymnasiallehrer antreten zu können. Prägend waren die altgermanistischen Vorlesungen Wilhelm Wackernagels; daneben besuchte Meyer Lehrveranstaltungen in der Geschichte der Philosophie, des schweizerischen Bundesrechts, der französischen Literatur und insbesondere in den alten Sprachen. Er gehörte der Studentenverbindung Zofingia an. 
Aus Geldmangel brach Johannes Meyer 1858 das Studium ab und wurde „Hülfsredaktor“ beim Tagblatt für den Kanton Schaffhausen. Diese Tätigkeit scheint seinen Neigungen und Fähigkeiten nicht gut entsprochen zu haben und er beendete sie nach wenigen Monaten, als ihm durch eine Zufallsbekanntschaft eine Lehrerstelle angetragen wurde: Von 1858 bis 1862 lehrte Meyer Deutsch, klassische Sprachen und Französisch am Privatgymnasium des Gustav Schmidt in Fellin in Livland im Russischen Kaiserreich (heute Viljandi in Estland); das fehlende Lehrerexamen holte er 1859 an der Universität Dorpat nach. In Fellin lernte Meyer seine spätere Gattin Susette Pfister, eine Lehrerin aus Schaffhausen, kennen. Rückblickend zählte Meyer die Zeit in Fellin zu seinen glücklichsten Lebensjahren. 1862 zog Meyer nach Paris, um seine Studien zu vervollkommnen, kam aber aus Mangel an Geld und Beziehungen nicht weit. 
Da ihm die erstrebte Anstellung als Gymnasiallehrer in Schaffhausen nicht zuteilwurde, übernahm Meyer 1863 die Redaktion des liberalen Tagblatts für den Kanton Schaffhausen, obwohl er als bekenntnistreuer reformierter Christ persönlich eher konservativ dachte. Seine Kommentare zur Schulpolitik des Kantons brachten ihm die Gegnerschaft der Kantonsregierung ein; im Gegenzug wurde Meyer selbst politisch aktiv und liess sich 1864 und 1868 in den Grossen Rat des Kantons Schaffhausen wählen. Unter der Bedingung, dass er seine journalistische Tätigkeit aufgebe, wurde er 1864 als Lehrer an der Schaffhauser Knabenrealschule angestellt. Bewerbungen Meyers auf Gymnasiallehrerstellen seines Heimatkantons schlugen fehl, weil ihm seine journalistischen Polemiken nachgetragen wurden. 
Sein berufliches Lebensziel erreichte Meyer im Nachbarkanton Thurgau, wo er von 1869 bis 1908 an der Kantonsschule Frauenfeld deutsche Sprache und Geschichte, bei Bedarf auch alte Sprachen lehrte. Er befasste sich mit pädagogischen und schulpolitischen Fragen; in der Schweizerischen Schulzeitung, deren Redaktion er 1871 übernahm, forderte er die Kontrolle des Bundes über das kantonale Volksschulwesen, wovon er sich eine Verbesserung zumal in den kleinen Kantonen versprach; die Kontroverse darüber endete mit der Einstellung der Schulzeitung 1871. 1874 wurde Meyer zum Rektor der Kantonsschule gewählt, gab dieses Amt aber 1878 wieder auf, um mehr Zeit auf seine wissenschaftlichen Studien verwenden zu können. 1880 übernahm er die Leitung des Thurgauer Kantonsarchivs und der Kantonsbibliothek, die bis dahin von Johann Adam Pupikofer versehen worden waren. 
Nach dem Tod seiner ersten Frau 1888 heiratete Meyer 1891 Emma Mossmann, geschiedene Malsch, die er ebenfalls überlebte. 1911 starb er an einer langwierigen Herzkrankheit. In seinem Testament bedachte er die Alters-, Witwen- und Waisenkasse der Lehrer an der thurgauischen Kantonsschule; seinen Büchernachlass erbte die Stadt Stein am Rhein.

## Wissenschaftlich-publizistisches Wirken
Johannes Meyer, der von Zeitgenossen als ausgesprochene Gelehrtennatur beschrieben wurde, hinterliess ein vielseitiges schriftliches Werk. Pädagogische Überlegungen, wie schweizerischen Kindern die hochdeutsche Schriftsprache vermittelt werden solle, stehen hinter seinem Sprachbuch für höhere allemannische Volksschulen. Er vertrat dabei (wie wenig später auch Gustav Adolf Seiler und Jost Winteler) die Auffassung, Hochdeutsch solle nicht als fremde Sprache gelehrt werden, sondern mittels der sprachvergleichenden Methode als eine Ergänzung zum bekannten heimatlichen Dialekt. Aus der Lehrerfortbildung erwuchs seine zweibändige Geschichte des schweizerischen Bundesrechts, für die er 1883 mit der Ehrendoktorwürde der Universität Zürich ausgezeichnet wurde. 
Bleibendes Verdienst erwarb sich Meyer mit seinen Beiträgen zur Landesgeschichte des Thurgaus und des weiteren Bodenseeraumes. Nach seinem Rückzug aus der Politik war er nurmehr in zwei Vereinen öffentlich wirksam, dort allerdings bestimmend über Jahrzehnte: Seit 1870 gehörte er dem Historischen Verein des Kantons Thurgau an, seit 1880 als Präsident und Redaktor der Thurgauischen Beiträge zur vaterländischen Geschichte. Kurz vor seinem Tod ernannte ihn der Verein zum Ehrenpräsidenten. Im Auftrag des Vereins erarbeitete Meyer den zweiten Band des Thurgauischen Urkundenbuchs sowie die Grundlage für den Folgeband. 1886 trat Meyer auf Vermittlung des Grafen Eberhard von Zeppelin dem Verein für Geschichte des Bodensees und seiner Umgebung bei, in dessen Vorstand er fortan die Schweiz vertrat. 1898 folgte er Gustav Reinwald als Schriftleiter der Schriften des Vereins für Geschichte des Bodensees und seiner Umgebung. In den beiden von ihm selbst redigierten Vereinszeitschriften ist ein wesentlicher Teil von Meyers landesgeschichtlichem Œuvre niedergelegt. Gelegentlich liess er als Schriftleiter Proben seines Humors in die Vorworte einfliessen, etwa als er die 30. Hauptversammlung des Bodensee-Geschichtsvereins in Überlingen 1899 in gekonntem Frühneuhochdeutsch protokollierte und als „Hans Villicus, der fryen künste doctor ze Gynäcopedium“ unterzeichnete.
Meyer stellte auch ein handschriftliches Wörterbuch seiner Rüdlinger Mundart zusammen, das seit 1914 von der Redaktion des Schweizerischen Idiotikons ausgewertet wird.

## Schriften (Auswahl)

### Monographien
- Thurgauisches Kantonsarchiv: Repertorium der Verwaltungsbücher (Kopialbücher, Gefällbücher, Gerichtsbücher etc.) aus den Archiven der vormals thurgauischen Herrschaften. Angefertigt im Auftrage des Regierungsrates von Dr. Johannes Meyer. Huber, Frauenfeld 1899 (Digitalisat).
- Thurgauisches Urkundenbuch. Herausgegeben auf Beschluß und Veranstaltung des Thurgauischen Historischen Vereins. Band 2: 1000–1246. Huber, Frauenfeld 1882–1885.
- Die drei Zelgen. Ein Beitrag zur Geschichte des alten Landbaues (= Programmbeilage der thurgauischen Kantonschule. 1890) (Digitalisat).
- Geschichte des schweizerischen Bundesrechts. Band 1: Die alte Zeit bis 1798. Westfehling, Winterthur 1878.
- Geschichte des schweizerischen Bundesrechts. Band 2: Die Zeit von 1798–1874. Westfehling, Winterthur 1875.
- Nachrichten aus dem Leben des Schaffhauser Bürgermeisters Dr. Heinrich Schwarz (1562–1629) (= Beilage zum Programm der Realschule Schaffhausen. Ostern 1868).
- Deutsches Sprachbuch für höhere allemannische Volksschulen, I. und II. Cursus. Brodtmannsche Buchhandlung, Schaffhausen 1866 (Digitalisat).
- Der Schaffhauser Richtebrief. Die ältesten Satzungen der Stadt aus dem Jahre 1291. Brodtmannsche Buchhandlung, Schaffhausen 1857 (Digitalisat).

### Aufsätze
- Dr. Max Wilhelm Götzinger, ein deutscher Sprachforscher. Sein Leben und sein Wirken in Wort und Schrift. In: Schriften des Vereins für Geschichte des Bodensees und seiner Umgebung. Band 40, 1911, S. 141–247 (Digitalisat).
- Aus Michel Montaignes Reise durch die Schweiz, Süddeutschland und Italien. Von Basel nach Lindau. In: Schriften des Vereins für Geschichte des Bodensees und seiner Umgebung. Band 39, 1910, S. 43–78 (Digitalisat).
- Salomon Fehr und die Entstehung der thurgauischen Restaurationsverfassung vom 28. Juli 1814. I. Teil. In: Thurgauische Beiträge zur vaterländischen Geschichte. Band 50, 1910, S. 1–145 (Digitalisat); Schluß. In: Thurgauische Beiträge zur vaterländischen Geschichte. Band 51, 1911, S. 49–132 (Digitalisat).
- Das Thurgauer Lied, sein Dichter und Komponist. In: Thurgauische Beiträge zur vaterländischen Geschichte. Band 49, 1909, S. 96–106 (Digitalisat).
- Königin Hortense und Prinz Ludwig Napoleon. Nach den Quellen bearbeitet. In: Schriften des Vereins für Geschichte des Bodensees und seiner Umgebung. Band 35, 1906, S. 123–307 (Digitalisat).
- Gregor Mangolts Fischbuch. Zürich, gedruckt von Andreas und Jakob Geßner, 1557. Neudruck. In: Thurgauische Beiträge zur vaterländischen Geschichte. Band 45, 1905, S. 119–186 (Digitalisat).
- Was ist Tit.? In: Thurgauische Beiträge zur vaterländischen Geschichte. Band 44, 1904, S. 103–114 (Digitalisat).
- -wil oder -weil? In: Thurgauische Beiträge zur vaterländischen Geschichte. Band 44, 1904, S. 115–125 (Digitalisat).
- Geschichte des Schlosses Kastell. In: Thurgauische Beiträge zur vaterländischen Geschichte. Band 43, 1903, S. 70–191 (Digitalisat).
- Zur Etymologie des Namens Schaffhausen. In: Schriften des Vereins für Geschichte des Bodensees und seiner Umgebung. Band 31, 1902, S. 25–46 (Digitalisat).
- Geschichte der deutschen Besiedelung des Hegaus und Klettgaus, zumal in deren schaffhauserischen Bestandteilen, von der Einwanderung der Schwaben bis zur Gründung des Klosters Allerheiligen, ca. 298–1050. In: Schriften des Vereins für Geschichte des Bodensees und seiner Umgebung. Band 30, 1901, S. 33–118 (Digitalisat).
- Dekan Kuhn 1829–1901. Nekrolog. In: Thurgauische Beiträge zur vaterländischen Geschichte. Band 41, 1901, S. 1–4 (Digitalisat).
- Hofrat Leiner 1830–1901. Nekrolog. In: Thurgauische Beiträge zur vaterländischen Geschichte. Band 41, 1901, S. 5–9 (Digitalisat).
- Johann Adam Pupikofer. Beiträge zu seiner Lebensbeschreibung (Schluß). Arbeiten und Funde. In: Thurgauische Beiträge zur vaterländischen Geschichte. Band 41, 1901, S. 13–128 (Digitalisat).
- Älteste Offnung der Stadtgemeinde Arbon 1255. I. 29. samt einer von Stadtschreiber Graf in Zürich 1436. V. 10. angefertigten beglaubigten Übersetzung. In: Thurgauische Beiträge zur vaterländischen Geschichte. Band 41, 1901, S. 129–139 (Digitalisat).
- Ein Streit um die Nutzungen der Dorfmark in Schwarza nebst dem Spruchbrief von 1260. In: Thurgauische Beiträge zur vaterländischen Geschichte. Band 40, 1900, S. 49–64 (Digitalisat).
- Offnung von Obergailingen. In: Thurgauische Beiträge zur vaterländischen Geschichte. Band 40, 1900, S. 65–72 (Digitalisat).
- Johann Adam Pupikofer. Beiträge zu seiner Lebensbeschreibung (Fortsetzung). In: Thurgauische Beiträge zur vaterländischen Geschichte. Band 40, 1900, S. 73–134 (Digitalisat).
- Hermann Stähelin 1842–1899. In: Thurgauische Beiträge zur vaterländischen Geschichte. Band 39, 1899, S. 1–11 (Digitalisat).
- Johann Adam Pupikofer. Beiträge zu seiner Lebensbeschreibung. Die thurgauische gemeinnützige Gesellschaft und das erste Neujahrsblatt. In: Thurgauische Beiträge zur vaterländischen Geschichte. Band 39, 1899, S. 108–170 (Digitalisat).
- Ueber die Betonung des verstärkten ,zu‘. In: Alemannia. Zeitschrift für Sprache, Literatur und Volkskunde des Elsaßes und des Oberrheins. Band 26, 1898, S. 257–263.
- Thurgauer Chronik des Jahres 1894. In: Schriften des Vereins für Geschichte des Bodensees und seiner Umgebung. Band 25, 1897, S. 78–82 (Digitalisat).
- Johann Adam Pupikofer. Beiträge zu seiner Lebensbeschreibung. Der Kandidat der Theologie. In: Thurgauische Beiträge zur vaterländischen Geschichte. Band 37, 1897, S. 97–184 (Digitalisat).
- Johann Adam Pupikofer. Der Student in Zürich. In: Thurgauische Beiträge zur vaterländischen Geschichte. Band 36, 1896, S. 50–105 (Digitalisat).
- Johann Adam Pupikofer. Beiträge zu seiner Lebensbeschreibung. In: Thurgauische Beiträge zur vaterländischen Geschichte. Band 35, 1895, S. 69–155 (Digitalisat).
- Thurgauer Chronik des Jahres 1893. In: Schriften des Vereins für Geschichte des Bodensees und seiner Umgebung. Band 23, 1894, S. 79–82 (Digitalisat).
- Ordnung vischens halb im Bodensee 1544. Abschrift im Luzerner Kantonsarchiv, Thurgauer Akten. Vgl. Eidgen. Abschiede Bd. IV., Abth. 1 d, S. 413–415. In: Thurgauische Beiträge zur vaterländischen Geschichte. Band 34, 1894, S. 99–113 (Digitalisat).
- Thurgauer Chronik des Jahres 1892. In: Schriften des Vereins für Geschichte des Bodensees und seiner Umgebung. Band 22, 1893, S. 103–108 (Digitalisat).
- Thurgauer Chronik des Jahres 1891. In: Schriften des Vereins für Geschichte des Bodensees und seiner Umgebung. Band 21, 1892, S. 236–243 (Digitalisat).
- Auszug aus der Thurgauischen Litteratur vom Jahre 1891. In: Schriften des Vereins für Geschichte des Bodensees und seiner Umgebung. Band 21, 1892, S. 255–258 (Digitalisat).
- Zusammen mit Hermann Stähelin: Ueber die Inful des Abtes von Kreuzlingen in der thurg. historischen Sammlung. In: Thurgauische Beiträge zur vaterländischen Geschichte. Band 32, 1892, S. 57–60 (Digitalisat).
- Zusammen mit Anton Birlinger: Der große Jahrtag auf dem Wurmlinger Berg. In: Alemannia. Zeitschrift für Sprache, Literatur und Volkskunde des Elsaßes und des Oberrheins. Band 19, 1892, S. 49–69.
- Die Burgen und ältern Schlösser am Untersee, von Reichlingen bis Salenstein. In: Thurgauische Beiträge zur vaterländischen Geschichte. Band 31, 1891, S. 29–118 (Digitalisat).
- Huldreich Gustav Sulzberger. Verzeichnis der historischen Arbeiten H. G. Sulzbergers. In: Thurgauische Beiträge zur vaterländischen Geschichte. Band 29, 1890, S. 83–89 (Digitalisat).
- Ein burgundisches Brevier (Mit einem Facsimile in Farbendruck). In: Thurgauische Beiträge zur vaterländischen Geschichte. Band 29, 1890, S. 95–141 (Digitalisat).
- Buchhändler Andreas Pecht, ein Opfer napoleonischer Gewalt-Herrschaft. In: Schriften des Vereins für Geschichte des Bodensees und seiner Umgebung. Band 18, 1889, S. 8–33 (Digitalisat).
- Poesie im alten thurgauischen Rechte. Vortrag, gehalten in der Jahresversammlung zu Dießenhofen, den 16. Juli 1889. In: Thurgauische Beiträge zur vaterländischen Geschichte. Band 29, 1889, S. 5–50 (Digitalisat).
- Verzeichnis der ältern thurg. Rechtsquellen. In: Thurgauische Beiträge zur vaterländischen Geschichte. Band 29, 1889, S. 51–66 (Digitalisat).
- Karten der Landgrafschaft Thurgau. In: Thurgauische Beiträge zur vaterländischen Geschichte. Band 29, 1889, S. 67–82 (Digitalisat).
- Die Burgen bei Weinfelden (Aus dem Eröffnungswort der Vereinsversammlung zu Weinfelden. 23. Juli 1888. In: Thurgauische Beiträge zur vaterländischen Geschichte. Band 28, 1888, S. 4–44 (Digitalisat)).
- Offnung des Hauses Tobel vom 25. Mai 1486. Pergamenthandschrift im thurgauischen Kantonsarchiv, Comthurei Tobel, Schublade II, Fasc. V, Nr. 19. In: Thurgauische Beiträge zur vaterländischen Geschichte. Band 28, 1888, S. 71–114 (Digitalisat).
- Aussprache des Hochdeutschen im XVII. Jahrhundert nach französischer Auffassung. In: Alemannia. Zeitschrift für Sprache, Literatur und Volkskunde des Elsaßes und des Oberrheins. Band 17, 1888, S. 137–143.
- Lessing und die Franzosen. In: Alemannia. Zeitschrift für Sprache, Literatur und Volkskunde des Elsaßes und des Oberrheins. Band 17, 1888, S. 157–160.
- Briefe J. A. Pupikofers an J. von Laßberg. In: Alemannia. Zeitschrift für Sprache, Literatur und Volkskunde des Elsaßes und des Oberrheins. Band 16, 1888, S. 1–32.
- Zusammen mit Hermann Stähelin: Die päbstliche Fahne der Stadt Frauenfeld vom Jahre 1512. In: Thurgauische Beiträge zur vaterländischen Geschichte. Band 27, 1887, S. 144–169 (Digitalisat).
- Briefwechsel zwischen J. von Laßberg und Joh. Adam Pupikofer. In: Alemannia. Zeitschrift für Sprache, Literatur und Volkskunde des Elsaßes und des Oberrheins. Band 15, 1887, S. 231–288.
- Aus Büchmanns geflügelten Worten. In: Alemannia. Zeitschrift für Sprache, Literatur und Volkskunde des Elsaßes und des Oberrheins. Band 13, 1885, S. 45–48.
- Frösche stillen als Frohndienst. In: Thurgauische Beiträge zur vaterländischen Geschichte. Band 23, 1883, S. 102–114 (Digitalisat).
- Aus Grimms Weistümern. In: Alemannia. Zeitschrift für Sprache, Literatur und Volkskunde des Elsaßes und des Oberrheins. Band 11, 1883, S. 45–49.
- Bericht eines Zeitgenossen über die Schlacht bei Nanzig und den Tod Karls des Kühnen, aus einer altfranzösischen Handschrift der Nationalbibliothek zu Paris. In: Alemannia. Zeitschrift für Sprache, Literatur und Volkskunde des Elsaßes und des Oberrheins. Band 10, 1882, S. 137–142.
- Bruchstücke eines Passionals. In: Alemannia. Zeitschrift für Sprache, Literatur und Volkskunde des Elsaßes und des Oberrheins. Band 9, 1881, S. 1–5.
- Zum Reichenauer Chronisten Gallus Oheim. In: Alemannia. Zeitschrift für Sprache, Literatur und Volkskunde des Elsaßes und des Oberrheins. Band 9, 1881, S. 274.
- Alachmannen oder Allemannen. In: Alemannia. Zeitschrift für Sprache, Literatur und Volkskunde des Elsaßes und des Oberrheins. Band 7, 1879, S. 261–288.
- Das Stadtbuch von Schaffhausen. In: Alemannia. Zeitschrift für Sprache, Literatur und Volkskunde des Elsaßes und des Oberrheins. Band 5, 1877, S. 1–32, S. 203–234; Band 6, 1878, S. 228–283.
- Urbar des Klosters Rheinau. In: Alemannia. Zeitschrift für Sprache, Literatur und Volkskunde des Elsaßes und des Oberrheins. Band 4, 1876, S. 106–144, S. 212–236.
- Klettgau, Grenzen und Kultur. In: Alemannia. Zeitschrift für Sprache, Literatur und Volkskunde des Elsaßes und des Oberrheins. Band 1, 1873, S. 137–185.
- Hochzeitsbräuche. Eine Brautleite aus dem Klettgau. In: Alemannia. Zeitschrift für Sprache, Literatur und Volkskunde des Elsaßes und des Oberrheins. Band 1, 1873, S. 202–208.
- Flurnamen aus der deutschen Heldensage. In: Alemannia. Zeitschrift für Sprache, Literatur und Volkskunde des Elsaßes und des Oberrheins. Band 1, 1873, S. 262–263.
- Blicke in die ältere Geschichte von Rüdlingen. In: Der Unoth. Zeitschrift für Geschichte und Alterthum des Standes Schaffhausen. Band 1, 1868, S. 1–26 (Digitalisat).
- Seelen und Blumen. In: Der Unoth. Zeitschrift für Geschichte und Alterthum des Standes Schaffhausen. Band 1, 1868, S. 101–142 (Digitalisat).
- Esther von Waldkirch. In: Der Unoth. Zeitschrift für Geschichte und Alterthum des Standes Schaffhausen. Band 1, 1868, S. 210–215 (Digitalisat).
- Der H. Bernhard von Clairvaux in Schaffhausen im Jahre MCXLVI. In: Der Unoth. Zeitschrift für Geschichte und Alterthum des Standes Schaffhausen. Band 1, 1868, S. 224–260 (Digitalisat).
- Die ältesten 14 Urkunden des Kantons Schaffhausen aus den Jahren 779–995. In: Der Unoth. Zeitschrift für Geschichte und Alterthum des Standes Schaffhausen. Band 1, 1868, S. 422–447 (Digitalisat).